# 徐弘基
徐弘基（？—1645年1月21日），字紹公，號六岳，濠州鍾離永豐鄉（今安徽鳳陽東北）人，明朝、南明軍事將領、魏國公。

## 生平
徐弘基是前任魏國公徐維志之子。萬曆二十三年（1595年）七月繼承爵位，三十五年（1607年）協守南京兼領後軍都督府，到三十七年（1609年）四月負責提督操江；天啟元年（1621年）以病辭任，加太子太保。崇禎十四年（1638年）他再次鎮守南京，加太傅。
北京失陷，徐弘基率領各大臣到江浦迎接福王朱由崧，朱由崧監國時奉寶勸進登基；不久他奉使祭告孝陵，上表「安定民心、選擇首輔、選擇名將、商議戰守、嚴厲賞罰」五事，推薦起用熊明遇、張捷，晉左柱國、掌左軍都督府印，與馬士英、阮大鋮不和。十七年十二月（合1645年）去世，追贈太師，諡號莊武，兒子徐胤爵繼承爵位。

## 家庭
- 子徐胤爵、徐文爵；從子定南伯徐仁爵